# Marcin Radocki
Marcin Radocki (zm. 18 lipca 1651) – nauczyciel szkółki parafialnej w Pcimiu, zwolennik reform społecznych, przedstawiciel chłopstwa w walce z samowolą szlachty, współpracownik Aleksandra Kostki-Napierskiego.

## Życiorys
Data urodzin i pochodzenie społeczne nieznane, prawdopodobnie pochodził z ludu. W młodości przyjął święcenia kleryckie, jednak w 1611 porzucił stan kapłański i założył rodzinę. W 1618 pracował jako nauczyciel w szkole parafialnej w Pcimiu. W opinii miejscowego proboszcza wyrażonej podczas wizyty biskupiej był światłym i uczciwym człowiekiem. Radocki cieszył się dużym zaufaniem wśród chłopów, mieszkańców kasztelani krakowskiej. Często występował w obronie ubogiej ludności przed wyzyskiem urzędników kasztelańskich.
Był bliskim współpracownikiem Aleksandra Kostki-Napierskiego, do pierwszego spotkania z Napierskim doszło wiosną 1651 w okolicach Pcimia. Radocki podrabiał dokumenty królewskie, wykorzystując pieczęcie ze starych listów i pism Jana Kazimierza. Sfałszował m.in. list przypowiedni dla rzekomego pułkownika Kostki na zaciąg wojska na Podhalu, rozprowadzał też sfabrykowane listy królewskie do chłopów. 20 czerwca 1651 w piśmie do Napierskiego wyraził gotowość podżegania miejscowych chłopów do powstania. Mimo wezwań nie poprowadził podburzonych chłopów do zajętego przez powstańców Czorsztyna.
Po ujęciu Napierskiego zbiegł, po powrocie do Pcimia, został na początku lipca aresztowany. Więziono go w Krakowie, wpierw w dworze biskupim, potem w wieży zamkowej. Akt oskarżenia napisał instygator Grzegorz Tokarski, tytułując Radockiego:honestus magister seu rector scholae Pcimensis. Śledztwo miał przeprowadzić Szymon Narowski, a obrońcami zostali Klemens Paczkowski, Andrzej Ulatowski i Stefan Ulejski. Radocki twierdził, że jako były kapłan powinien być sądzony przez sąd biskupi, jednak sąd grodzki pod przewodnictwem Hieronima Śmietanki odrzucił ten protest, stwierdzając, że zawierając przed laty małżeństwo, porzucił stan duchowny i ma dorosłe dzieci. 8 lipca sąd wyraził zgodę na stosowanie tortur. Wyrokiem z 11 lipca 1651 sąd skazał Radockiego na śmierć przez ścięcie głowy mieczem i wystawienie jej na palu. W więzieniu sporządził testament na rzecz syna Waleriana.
Wyrok wykonano 18 lipca na górze Lasota w Krzemionkach za Kazimierzem koło Krakowa, został stracony razem z Napierskim i Stanisławem Łętowskim. Jego głowę przybito do szubienicy, razem z innymi hersztami. Jego syn, który był wówczas organistą biskupim, uzyskał zgodę na pochówek ojca. Marcin Radocki został pochowany na cmentarzu przy kościele św. Katarzyny w Krakowie.